# Joaquín Carballo Serantes
Joaquín Carballo Serantes (Montevideo; 5 de noviembre de 1911-Buenos Aires; 30 de noviembre de 1989), más conocido por su seudónimo Fioravanti, fue un relator radial de fútbol uruguayo, que trabajó en Radio Splendid y Radio El Mundo, de Argentina.

## Biografía
Fioravanti nació el 5 de noviembre de 1911 en Montevideo, Uruguay, en 1917 con 6 años, se radica junto a su familia en la ciudad argentina de Santa Fe. Uruguayo de nacimiento pero santafesino por adopción, durante su adolescencia tomó clases de actuación en el teatro vocacional del Colegio Nacional Simón de Iriondo, adonde encarnaba a un personaje llamado "Fioravanti", seudónimo que después usó en su época de relator. Empezó su actividad periodística en los desaparecidos diarios La Provincia y El Orden de la ciudad de Santa Fe siguiendo las campañas de Colón, Unión, Gimnasia de Ciudadela y de todos los equipos que componían la liga santafesina, haciendo el seguimiento periodístico en sus inicios de los jugadores que deslumbrarían más tarde a nivel nacional tales como Rene Pontoni, Enrique "Chueco" García, Tomás Loyarte, Genaro Canteli, Juan Carlos Sobrero, Gabriel Magán, Juan Antonio Rivarola, José B. Canteli  entre otros. Forjando su desempeño profesional en Santa Fe llegó a trabajar a Buenos Aires.
En 1941 comenzó su actividad como relator deportivo en Radio Splendid, trasladándose en la década del 50 a Radio El Mundo. En los años 1960 compitió con José María Muñoz, quien relataba desde Radio Rivadavia. Se retiró en 1972. Pero, en 1975 volvió a la actividad, como relator de La 990.
En 1978 fue comentarista de Carlos Parnisari en Radio Splendid durante la disputa del Mundial de Argentina.
En 1997 recibió el Premio Konex de Honor como personalidad fallecida en la década en Comunicación-Periodismo.

## Filmografía
- Bólidos de acero (1950)
- Pelota de trapo  (1948)